# Grejter Grand Krosing (Čikago)
Grejter Grand Krosing (engl. Greater Grand Crossing) je jedna od sedamdeset sedam gradskih oblasti u Čikagu. Nalazi se na južnom delu grada.
Ova oblast je dobila ime po tome što se dve velike pruge ukrštaju ovde. U 1920-tim godinama je Al Kapone imao kuću ovde.

## Komšiluci
- Grand Krosing
- Park Manor
- Bruklin
- Brukdejl
- Eseks

## Istorija
Ova oblast je naseljavana od 1853. godine. Glavni razlog su pruge i važne pružne raskrsnice. Te davne godine je ova oblast bila uglavnom prerija i močvara, ali je ubrzo postala predgrađe Čikaga. Rani naseljenici su bili Irci, Englezi, i Škoti. Nemci su došli u 1890-tim. Čikago se proširivao i pripojio je mnoga predgrađa oko sebe 1800-tih godina. U 1889. je pripojio ovaj deo grada, koji je tada bio deo Hajd Parka. 
Između 1895. i 1912. je bilo mnogo napretka u oblasti. Dvospratne kuće i apartmani su sazidani. U 1912 je problem opasnog preseka pruga je bio rešen - jedna pruga je bila podignuta, i tako se razdvojio prelaz. U 1930-tim godinama su Šveđani i Italijani došli u komšiluk. 
Značajan komšiluk ove oblasti je Park Manor. Tu je u 1949 bio rasni nemir, gde su belci napali crnce koji su se useljavali u komšiluk. To je bila značajna tačka u promenama komšiluka i oblasti. U oblasti u 1950. su crnci činili šest posto populacije, a do kraja decenije u 1960 su sačinjavali osamdeset šest posto. Danas su skoro sto posto populacije.

## Populacija Oblasti
- 1920 - 44,538
- 1930 - 60,007
- 1960 - 63,169
- 1990 - 38,644
- 2000 - 38,619